# 京王競馬場線

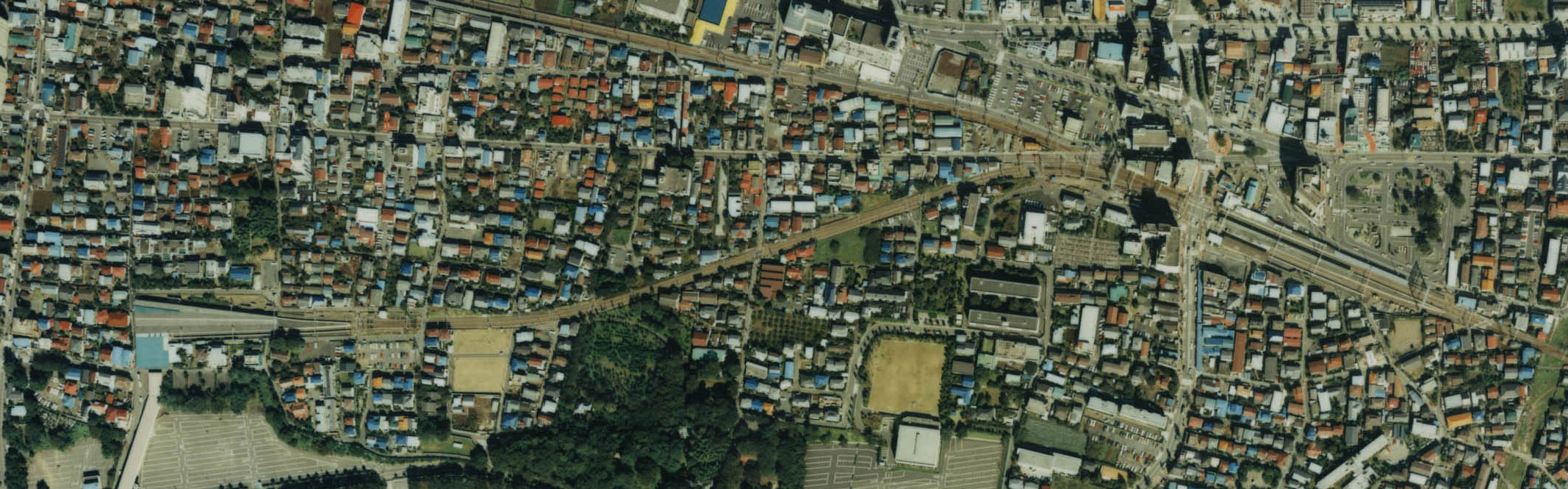
路線全体の航空写真。。

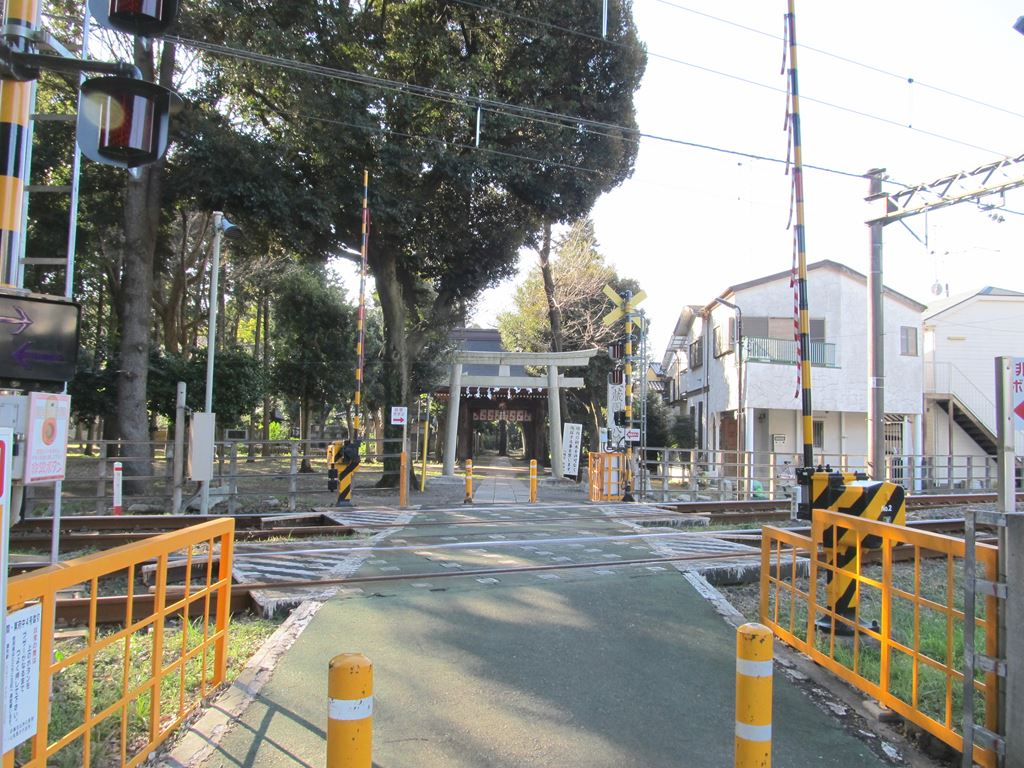
武蔵国府八幡宮の参道を横切る。見える鳥居は京王が寄進したもの。

競馬場線（けいばじょうせん）は、東府中駅と府中競馬正門前駅を結ぶ京王電鉄の鉄道路線。全線が東京都府中市内を走行する。駅ナンバリングで使われる路線記号はKO。
複線の旅客鉄道路線としては、路線距離が0.9 kmと非常に短い。路線名の通り、東京競馬場へのアクセスを目的として敷設された路線で、東府中駅付近を除く路線の殆どが府中市八幡町内にあり、途中で武蔵国府八幡宮の参道を横切っている。

## 路線データ
- 路線距離 : 0.9 km
- 軌間 : 1372 mm
- 複線区間 : 全線
- 電化区間 : 全線（直流1500 V）
- 保安装置 : 京王ATC、速度制御式
- 最高速度 : 70km/h[1]

## 歴史
- 1955年（昭和30年）4月29日 - 東府中 - 府中競馬正門前間 (0.9 km) 開業[3](p108)。
- 1963年（昭和38年）8月4日 - 架線電圧を1500Vに昇圧[4][3](p109)。
- 1999年（平成11年）7月28日 - 平日の線内折り返し列車のワンマン運転を開始[5][3](p114)[6]。
- 2011年（平成23年）10月2日 - ATCの使用を開始[3](p118)。
- 2018年（平成30年）4月21日 - 臨時準特急（上りのみ）運転開始（特急との統合により2022年2月20日で運行終了）。
- 2022年（令和4年）4月23日 - 臨時特急（上りのみ）運転開始。

## 運転
平日と土休日、さらに東京競馬開催で大きくダイヤ、運用車両・乗務体系が異なるのが当路線の特徴である。通常は東府中駅 - 府中競馬正門前駅間を往復する列車が1時間あたり平日朝ラッシュ時4 - 6本、日中・夜間3本で運行される。終電は、下りは東府中駅平日21:54発・土休日22:02発、上りは府中競馬正門前駅平日22:02発・土休日22:08発で、京王の路線では最も早い。

### ワンマン運転
平日は車掌が乗務しないワンマン運転が行われる。運賃収受を車内で行わない都市型ワンマンである。9号車と10号車で構成される2両編成のワンマン改造車が使用される。始発と終電の前後数本と、競馬場線向けワンマン改造車の運用の都合が付かず、8両編成や非ワンマン車の2両編成 （7423F - 7425F）で代走される場合は車掌も乗務する。

### 車両
- 7000系 - 2両編成は、競馬場線向けワンマン改造車（7421F・7422F）を平日と土休日の夜間に運用。また、錆取りのための回送列車もこれらで運用される。ワンマン改造車の都合が付かず、8両編成による代走も立てられない場合は非ワンマン車の2両編成 （7423F - 7425F）が運用に就く場合がある。8両編成は、基本的に土休日の夕方までと平日の競馬場線向けワンマン改造車の代走で使用される。10両編成は、東京競馬開催時のみの運用で、京王線新宿行き臨時特急に充当される。
- 8000系 - 8両編成は、基本的に土休日の夕方までと新線新宿行き臨時急行、平日の競馬場線向けワンマン改造車の代走に使用される。10両編成は、東京競馬開催時のみの運用で、京王線新宿行き臨時特急に充当される。
- 9000系 - 8両編成は、基本的に土休日の夕方までと新線新宿行き臨時急行、平日の競馬場線向けワンマン改造車の代走に使用される。都営新宿線直通対応車である10両編成の30番台は、東京競馬開催時のみの運用で、京王線新宿行き臨時特急に充当される。2014年（平成26年）東京優駿（第81回日本ダービー）開催日は、午前中から競馬場線を往復する増発運用の各駅停車と臨時に増発された急行新線新宿行きに、東京優駿（日本ダービー）ラッピングの10両編成（9731F）が充当された。
- 5000系 - 10両編成で、2018年（平成30年）4月より東京競馬開催時のみ運行されている。2019年（平成31年）4月からは、京王ライナーの送り込みを兼ねた臨時準特急京王線新宿行き1本と、その臨時準特急の送り込みの東府中発府中競馬正門前行き1本に使用されるようになったが、2020年（令和2年）2月22日改正以降の競馬場線には5000系限定の運用は存在しない。

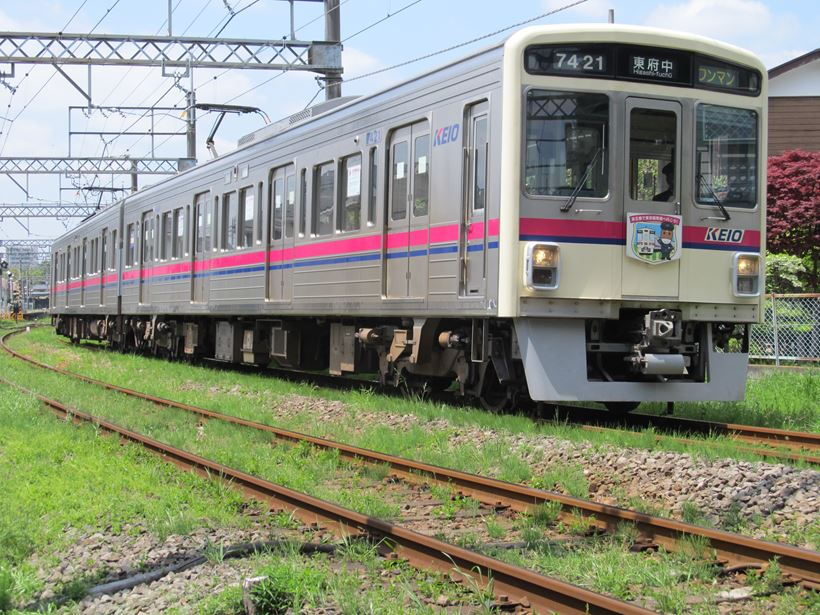
7000系ワンマン
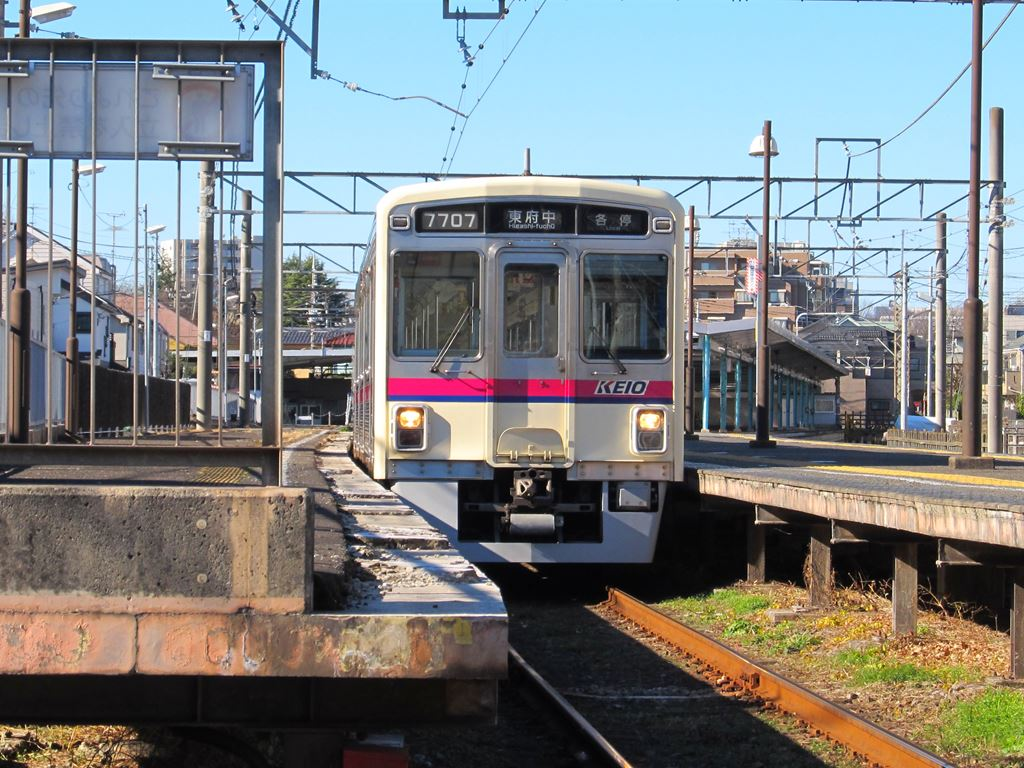
7000系長編成
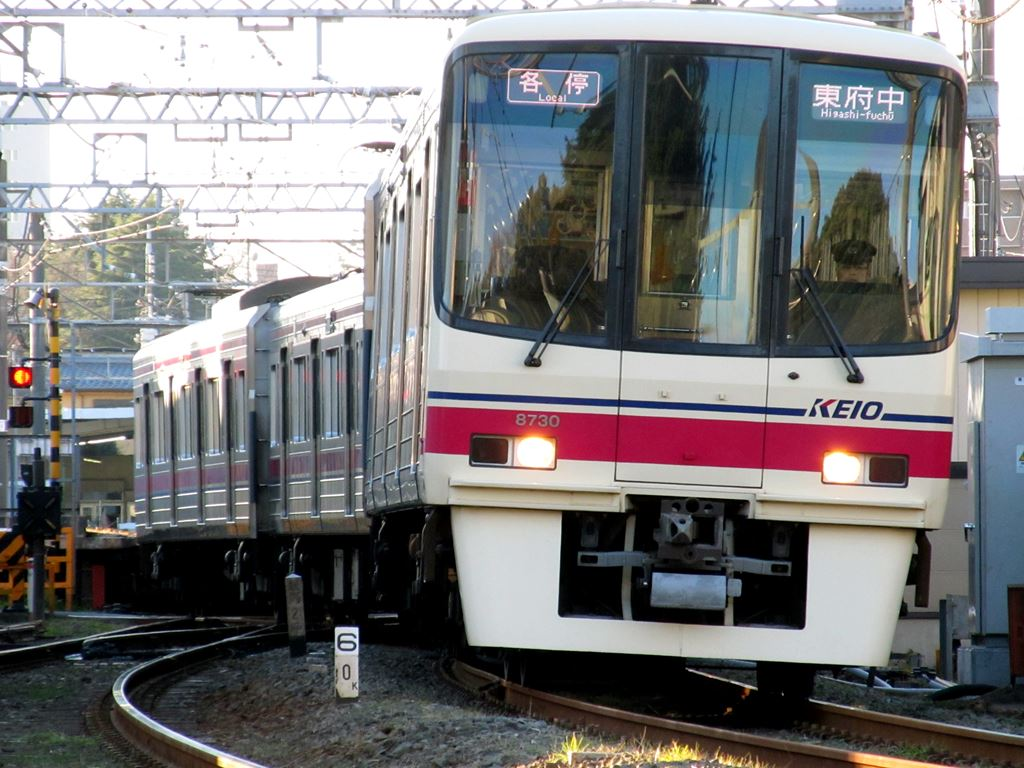
8000系
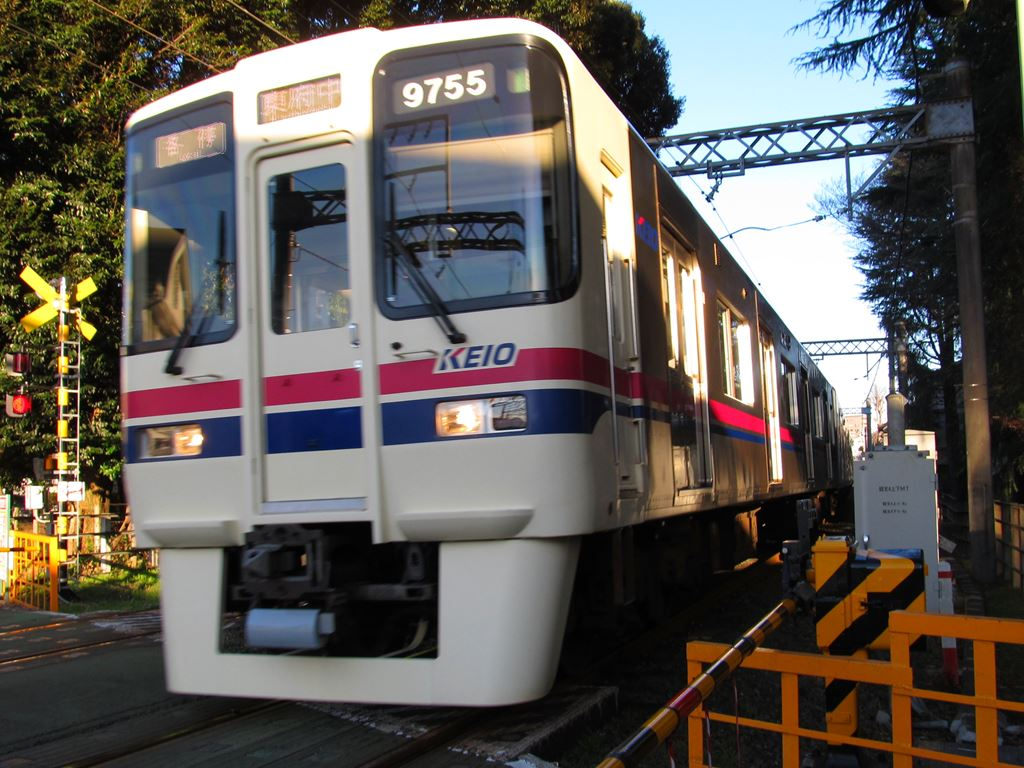
9000系
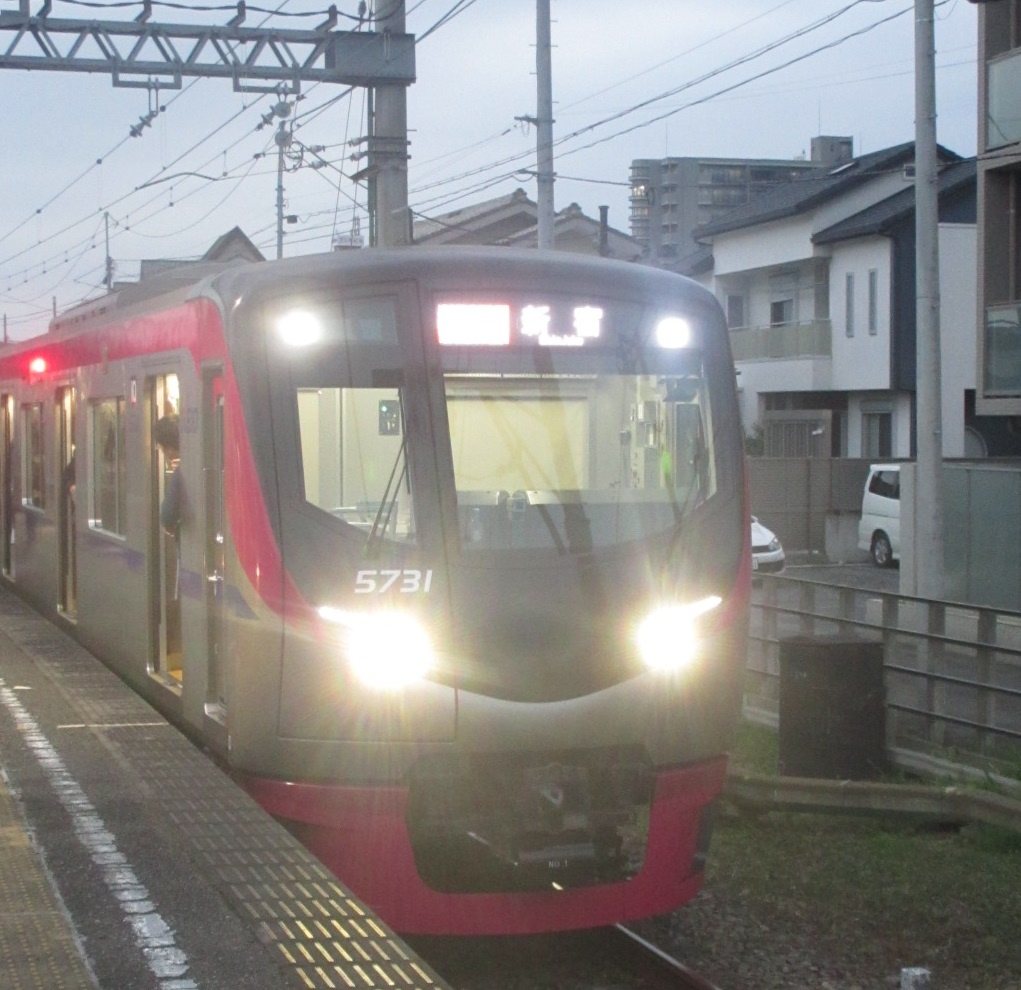
5000系臨時準特急

#### 過去の車両
主に閑散時線内折り返し列車に用いられた車両について記述する。これ以外にも、当線開業以来京王線系統に在籍したほとんどの形式が運用されたと考えられる。
- デハ2400形 - 両運転台のまま残存した車両が、1500V昇圧前日の1963年（昭和38年）8月3日まで単行運用された。
- 220系 - 1500V昇圧改造を行なった14m中型車2両編成。1969年（昭和44年）9月29日まで。
- デハ1710形 - 井の頭線からの転用車で、デハ1715が両運転台化改造されて当線で単行運用された。
- 2600系 - 中間車サハ2651を外したデハ2601＋デハ2602の2両編成1本が競馬場線専用として用いられた。
- 5000系（初代）
- 6000系 - 2両編成 競馬場線向けワンマン改造車 (6416F・6417F) 1999年（平成11年）のワンマン運行開始から2011年（平成22年）1月31日の廃車まで平日のワンマン運用に使用された[7]。6416Fは廃車前の数か月は運行開始された当初の塗装へリバイバルされた。現在の7000系と同じく、ワンマン改造車が都合上運用に入れない場合は非ワンマン車が往復していることもあった。
- 10-000形 - 2010年（平成22年）3月19日ダイヤ修正から土休日（土日以外の祝日など、競馬非開催日含む）の運用に精算運転として使用。2013年（平成25年）2月22日改定で撤退。2010年の東京競馬場花火大会開催日の臨時各駅停車飛田給行きや、2011年と2012年の日本ダービー開催日の臨時各駅停車飛田給行きにも充当された。
- 10-300R形 - 2010年（平成22年）3月19日ダイヤ修正から土休日（土日以外の祝日など、競馬非開催日含む）の運用に精算運転として使用。2013年（平成25年）2月22日改定で撤退。2010年の日本ダービー開催日の臨時各駅停車飛田給行きにも充当された。
- 10-300形 - 2010年（平成22年）3月19日ダイヤ修正から土休日（土日以外の祝日など、競馬非開催日含む）の運用に精算運転として使用。2013年（平成25年）2月22日改定で撤退[8]。

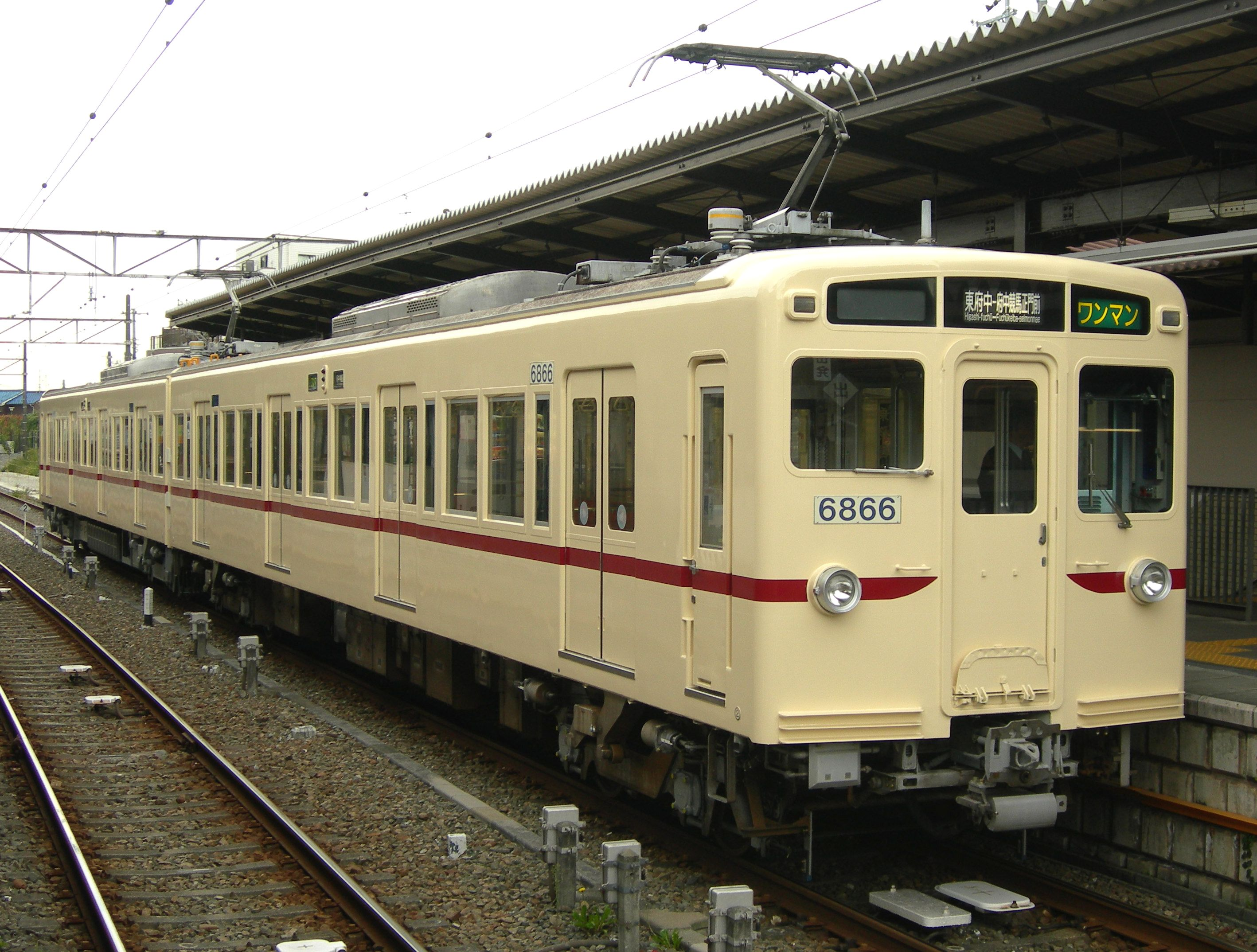
6000系ワンマン
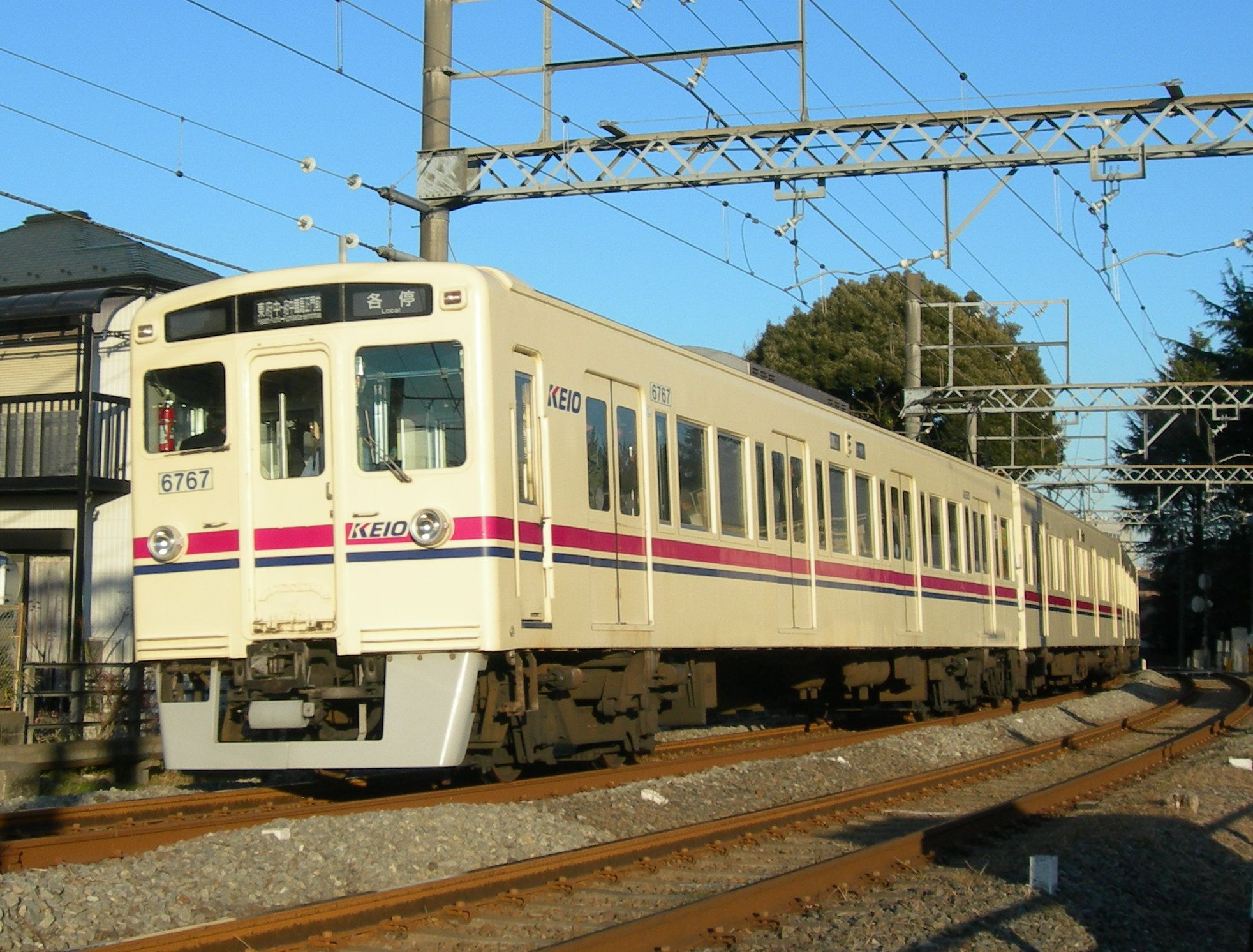
6000系非ワンマン
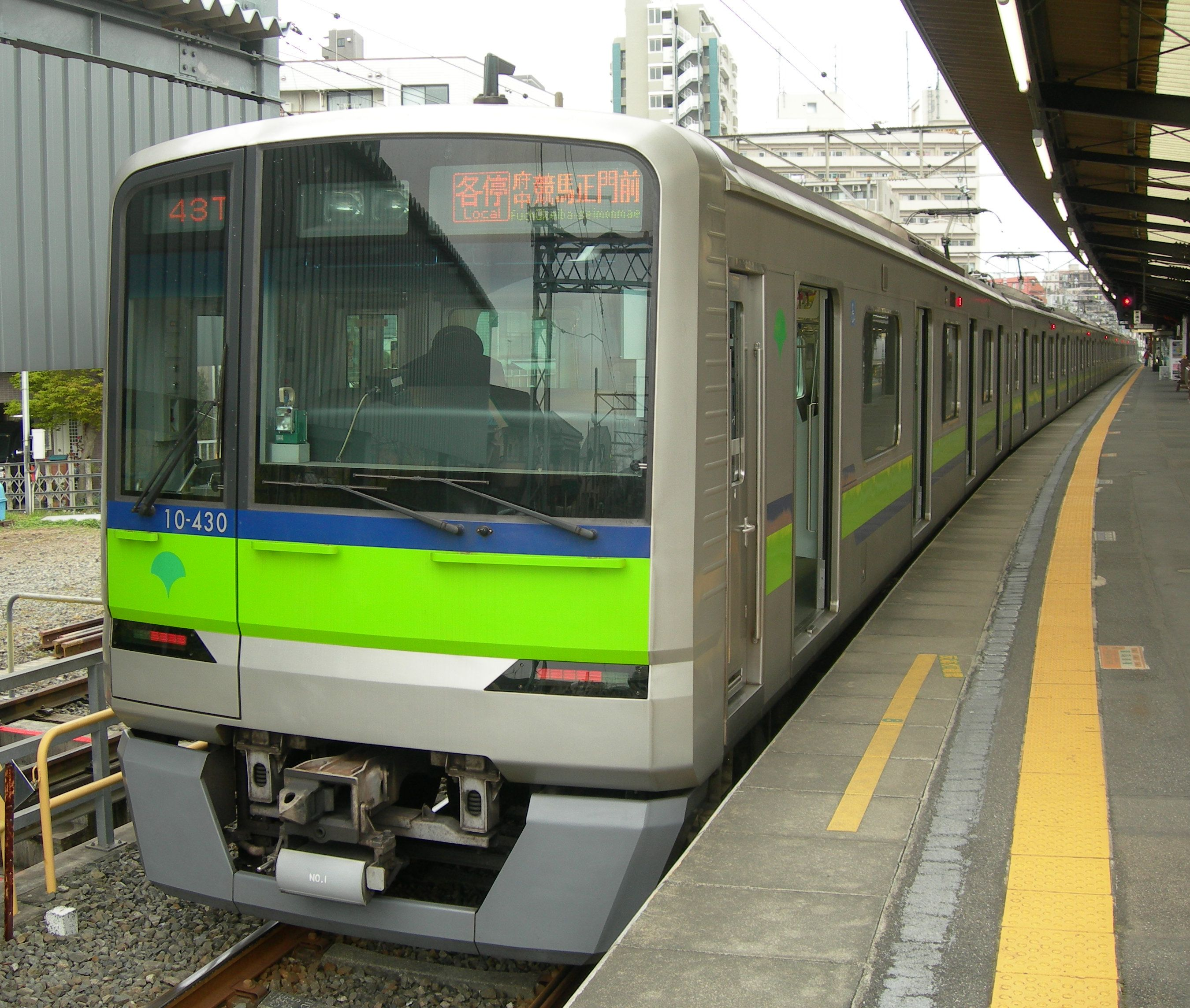
10-300形

### 東京競馬開催時の運行

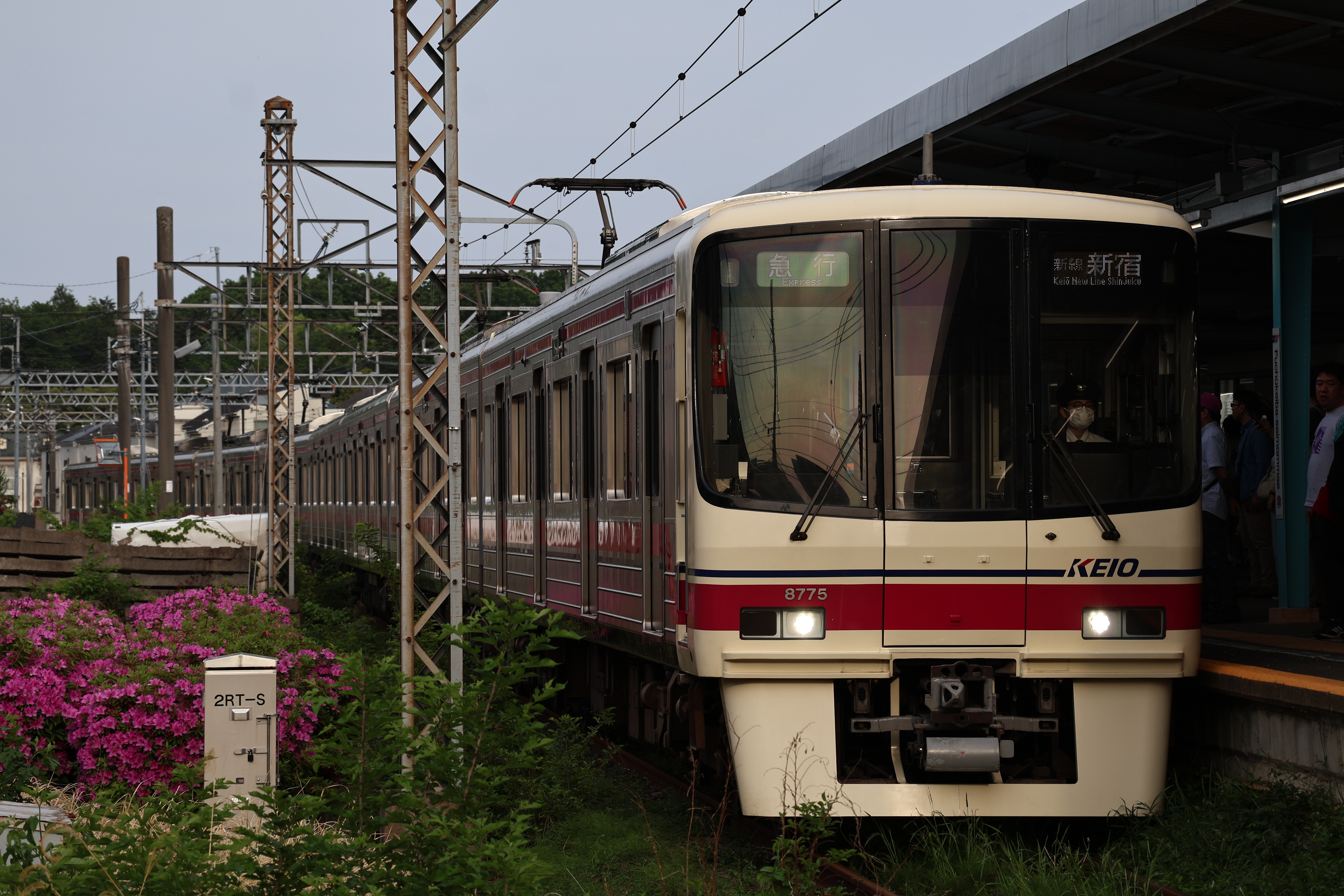
府中競馬正門前駅に到着する8000系。折り返し新線新宿行き急行となる。

路線柄、東京競馬開催時 (概ね1月下旬 - 2月中旬、4月中旬 - 6月、10月 - 11月の土日および一部月祝日) には増発、臨時停車が行われ、9時台から17時台半ばまで6本/時（約8 - 12分間隔）へ増発。下りの特急が9時台から15時台、上りの特急が15時台から17時台まで東府中駅に臨時停車して当線と接続を取っている。
線内列車のほか、臨時特急京王線新宿行き2本（東府中駅臨時停車、非開催日の調布始発特急の延長運転）と臨時急行新線新宿行き1本が運転される（16時台の上り列車が最大12本）。臨時特急には10両編成が充当され、10両固定編成のほか、6両編成と4両編成を併結した編成や8両編成と2両編成を併結した編成も充当される。臨時急行には8両固定編成が充当される。また、東府中行きの列車は、東府中駅で臨時停車の特急または各停に接続する。なお、臨時京王線直通列車は2018年2月までは全て臨時急行で、2018年4月から2020年2月までは臨時急行とともに臨時準特急も運行されていた。
2018年2月までは、15-17時台は増発運用の8両編成車両が10分間隔で往復していた。もう一方の8両編成車両は、東府中行き列車は東府中駅4番線に到着し、飛田給駅 - 東府中駅間を回送で往復し、東府中駅から府中競馬正門前行きとなっていた。
さらに、2013年から、東京優駿（日本ダービー）や天皇賞（秋）、ジャパンカップ開催時は、特に来場者が増えるため、前記の他に臨時急行飛田給行きが運転され、終点で各停新宿行きに接続する。
この急行飛田給行きは、2016年東京優駿（第83回日本ダービー）開催時までは5本であったが、2016年天皇賞（秋）開催時からは6本運行されている。そして再び、2017年東京優駿（第84回日本ダービー）開催時からは5本の運行となった。その代わりに、線内折り返しの各駅停車が増発された。2018年東京優駿（第85回日本ダービー）開催時以降は急行飛田給行きは運行されていない。
2020年3月以降は新型コロナウイルス感染症の流行に伴う全公営競技の無観客開催措置や、その後の大幅な入場制限により、臨時列車の運転が中止されていたが、2022年4月に再開された。
2023年東京優駿（第90回日本ダービー）・目黒記念開催時には、17時台に8両編成による臨時急行新線新宿行きが1本運行され、線内の各駅停車も増発された。2024年東京優駿（第91回日本ダービー）・目黒記念開催時も、17時台に増発が行われ、8両編成による臨時急行京王線新宿行き1本の運行と線内の各駅停車の増発が行われた。
なお、場外発売でも特に来場者が多い12月第4日曜の有馬記念（中山競馬場）開催日は、東京競馬開催時と同様の扱いとなっている。

### 過去の運転
1999年改定までは、新宿行きの各停が朝のラッシュ時に運転された。
2001年3月27日改定までは、京王線新宿方面からの下り直通急行列車も、臨時列車として設定されていた。また、1992年5月28日改定以前は、東京競馬開催日には臨時の上り特急列車も運転されていた。
2010年・2011年・2012年の東京優駿（日本ダービー）・目黒記念開催時は、臨時各駅停車飛田給行きが6本運行された。この臨時各駅停車飛田給行きには、京王車8両編成、9000系30番台10両編成、都営車8両編成が充当された。
2014年東京優駿（第81回日本ダービー）・目黒記念開催時は、急行新線新宿行きが1本増発された。この急行には、東京優駿（日本ダービー）ラッピングの9000系30番台が充当された。
2018年・2019年の東京優駿（日本ダービー）・目黒記念開催時は、準特急京王線新宿行きが1本増発された。この準特急には、5000系が充当された。
2010年の東京競馬場花火大会開催時は、花火大会終了後に10-000形による臨時各駅停車飛田給行きが運行された。
2012年から2019年までの東京競馬場花火大会開催時は、京王線直通列車は運行されなかったが、花火大会終了後の競馬場線が10分間隔に増発された。通常は2両編成で運行される時間帯であっても8両編成が使用され、8両編成1本が10分で競馬場線を往復していた。また、東府中駅では東府中駅に臨時停車する準特急・特急に接続していた。

## 駅一覧
- 全駅東京都府中市内に所在。
- 駅番号は2013年2月22日から順次導入[9]。

| 駅番号 | 駅名                              | 累計キロ    | 累計キロ | 接続路線                                                |
| 駅番号 | 駅名                              | 東府中 から | 新宿から | 接続路線                                                |
| ------ | --------------------------------- | ----------- | -------- | ------------------------------------------------------- |
| KO23   | 東府中駅                          | 0.0         | 20.4     | 京王電鉄： 京王線 ※臨時特急・急行のみ新宿方面へ直通運転 |
| KO46   | 府中競馬正門前駅 （東京競馬場前） | 0.9         | 21.3     |                                                         |

## その他
府中市は「ふちゅうロケーションサービス」、また京王線も同様のフィルム・コミッションを行っており、撮影が頻繁に行われている。
終点の府中競馬正門前駅は平日の利用客が他駅に比べて少ないこと、および東京競馬開催時の混雑に対応するためにホームが広いことから、テレビCMや音楽のプロモーションビデオ (PV) などのロケーション撮影によく利用されている。同様の理由により、映画やテレビドラマでの、電車内でのシーンの撮影もこの路線内で行われることが多い。